# Stanwellia grisea
Stanwellia grisea là một loài nhện trong họ Nemesiidae.
Stanwellia grisea được miêu tả năm 1901 bởi Hogg.

## Hình ảnh

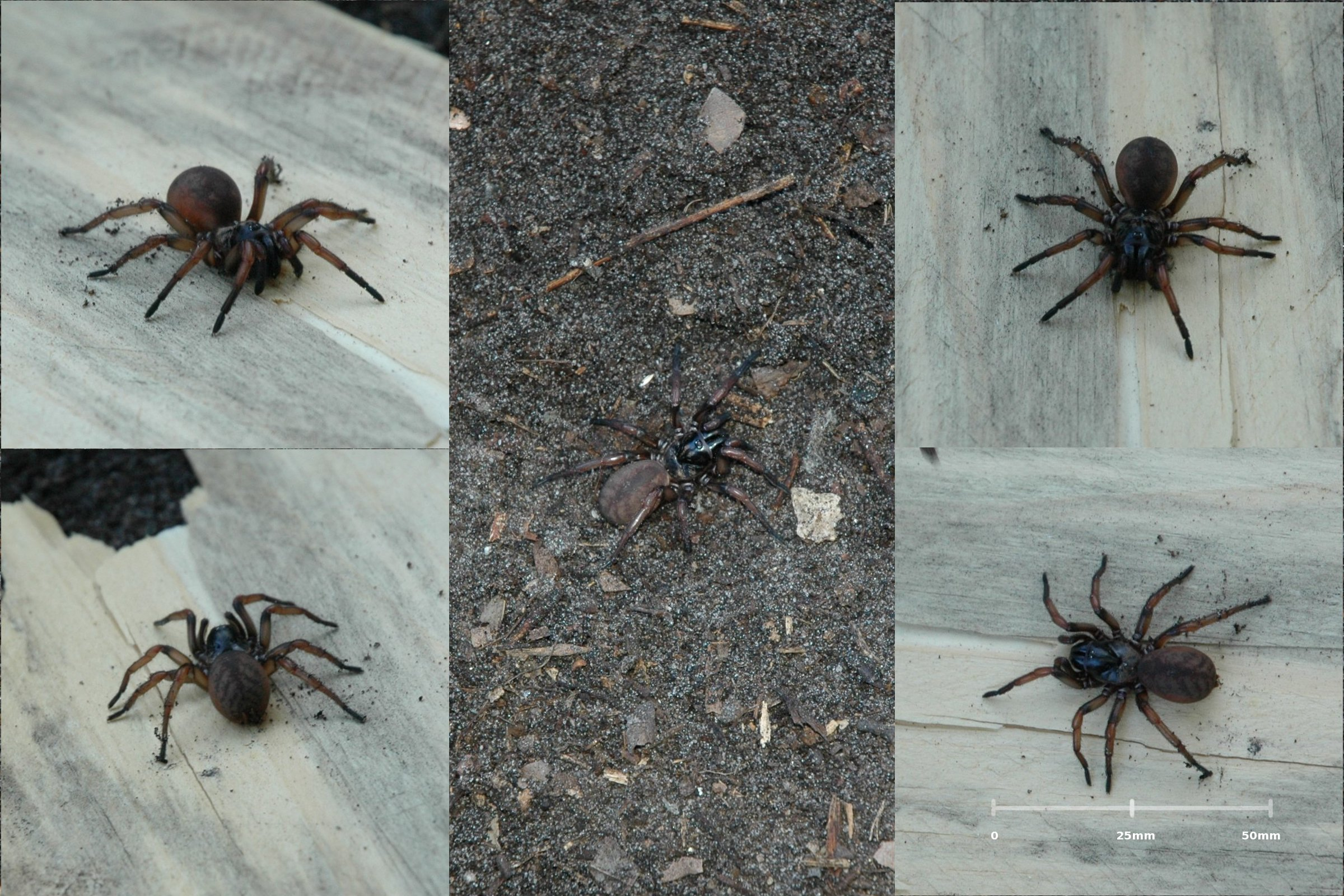